# الانتخابات التشريعية التونسية 2009
أقيمت الانتخابات التشريعية 2009 في تونس يوم الأحد 25 أكتوبر، وهي الانتخابات التشريعية الخامسة في عهد الرئيس زين العابدين بن علي بعد انتخابات سنوات 1989، 1994، 1999، و2004. وهي تتزامن مع الانتخابات الرئاسية التي تقام في نفس اليوم. فاز التجمع الدستوري الديمقراطي الحاكم بكل الدوائر وفازت الأحزاب المسنادة لسياسة الرئيس بن علي ب51 مقعد من أصل 53 مخصصة للمعارضة في حين تحصلت حركة التجديد التي كانت تساند بن علي في السابق على مقعدين وحيدين. لم يتحصل حزب التكتل الديمقراطي من أجل العمل والحريات المعارض الذي يشارك لأول مرة على أي مقعد فيما انسحب الحزب الديمقراطي التقدمي قبل بدء التصويت. وصف وزير الداخلية رفيق بالحاج قاسم الانتخابات بالشفافة والديمقراطية ، في المقابل شككت منظمة هيومن رايتس ووتش الحقوقية بحرية وشفافية ونزاهة الانتخابات.

## القوائم المشاركة
تتنافس القائمات على 214 مقعدا بعد أن رفع عدد أعضاء مجلس النواب من 189. ويمزج نظام الاقتراع المتبع بين نظام الأغلبية ونظام التمثيل النسبي، وذلك بتوزيع المقاعد على مستوى الدوائر (75%) وعلى المستوى الوطني (25%). وتفوز القائمة الفائزة بكل مقاعد الدائرة (161). أما فيما يخص المقاعد على المستوى الوطني (53 مقعد)، فيتم جمع الأصوات المصرح بها التي لم تمكن القائمات المترشحة من الفوز بمقاعد على مستوى دائرة أو دوائر ويضبط على أساس هذا المجمع القاسم الانتخابي وتوزع المقاعد حسب طريقة النسبية.
- التجمع الدستوري الديمقراطي الحاكم (اللون الأحمر)، وقد فاز بكل المقاعد على مستوى الدوائر في الانتخابات السابقة، يشارك ب214 مرشحا في ال26 دائرة.
- حركة الديمقراطيين الاشتراكيين (اللون الأخضر) قدمت 141 مرشحا في 23 دائرة بعد اسقاط 3 قائمات وهي صفاقس2 ومنوبة والمنستير. وكانت فازت ب14 مقعدا على المستوى الوطني في الانتخابات السابقة.
- حزب الوحدة الشعبية (اللون الذهبي) قدم 142 مترشحا في 23 دائرة بعد اسقاط قائمات صفاقس 2 وباجة وسيدي بوزيد. وكان فاز ب11 مقعدا على المستوى الوطني في الانتخابات السابقة.
- الحزب الاجتماعي التحرري (اللون البرتقالي) قدم 138 مترشحا في 22 دائرة انتخابية بعد اسقاط قائماته في بن عروس وسوسة والقصرين والمنستير. وكان فاز بمقعدين على المستوى الوطني في الانتخابات السابقة انسحب منهما واحد.
- الاتحاد الديمقراطي الوحدوي (اللون البني) قدم 133 مترشحا في 22 دائرة انتخابية بعد اسقاط قائمات سوسة وتطاوين والمنستير وسيدي بوزيد. وكانت فاز ب7 مقاعد على المستوى الوطني في الانتخابات السابقة.
- حزب الخضر للتقدم (اللون السفرجلي)، الذي يشارك لأول مرة، قدم 150 مترشحا في 21 دائرة من بين 26 تقدم فيها وذلك بعد اسقاط قائمات تونس1 والقيروان وسيدي بوزيد وتوزر وتطاوين. له نائب واحد بعد انتخابه على قوائم الحزب الاجتماعي التحرري.
- حركة التجديد (اللون الأزرق)، ويشارك في إطار تحالف «المبادرة الوطنية من أجل الديمقراطية والتقدم» الذي يجمعه مع حزب العمل الوطني الديمقراطي (غير المعترف به) وعدد من الشخصيات المستقلة. قدمت المبادرة 83 مترشحا موزعين على 14 قائمة بعد اسقاط قوائم دوائر تونس 1 وتونس 2 ومنوبة وبنزرت والكاف وجندوبة والقيروان وقفصة وصفاقس1 وصفاقس 2 ومدنين وتطاوين. وكانت حركة التجديد فازت ب3 مقاعد على المستوى الوطني في الانتخابات السابقة.
- التكتل الديمقراطي من أجل العمل والحريات (اللون العاجي)، الذي يشارك لأول مرة، قدم 30 مترشحا في 7 دوائر انتخابية بعد اسقاط تونس1، تونس2، صفاقس1، صفاقس2، نابل، سوسة، المهدية، مدنين، سيدي بوزيد، القصرين، الكاف، باجة، جندوبة، القيروان، أريانة، منوبة، بن عروس. ولم يتقدم بمرشحين في تطاوين والمنستير.
- الحزب الديمقراطي التقدمي (اللون الأصفر)، انسحب من الانتخابات في 9 أكتوبر وقرر مقاطعتها بعد إسقاط 19 قائمة من 26 تقدم بها وبرر انسحابه برفضه «أن يكون جزأ من ديكور تعددي في انتخابات معروفة النتائج سلفا».[3]
- القائمات المستقلة، بلغ عددها 12 قائمة منها 8 قائمات تابعة للحزب الاشتراكي اليساري (الغير معترف به) تحت اسم «من أجل الديمقراطية والعدالة الاجتماعية» (اللون بحري). وكان الحزب جزءا من «المبادرة الوطنية من أجل الديمقراطية والتقدم» إلا أنه انسحب منها.

## النتائج
| نتائج الانتخابات التشريعية التونسية 2009 | نتائج الانتخابات التشريعية التونسية 2009 | نتائج الانتخابات التشريعية التونسية 2009 | نتائج الانتخابات التشريعية التونسية 2009 | نتائج الانتخابات التشريعية التونسية 2009 |
| الحزب                                    | الحزب                                    | عدد المقاعد                              | عدد الأصوات                              | النسبة                                   |
| ---------------------------------------- | ---------------------------------------- | ---------------------------------------- | ---------------------------------------- | ---------------------------------------- |
|                                          | التجمع الدستوري الديمقراطي               | 161                                      | 3,754,559                                | 84.59%                                   |
|                                          | حركة الديمقراطيين الاشتراكيين            | 16                                       | 205,374                                  | 4.63%                                    |
|                                          | حزب الوحدة الشعبية                       | 12                                       | 150,639                                  | 3.39%                                    |
|                                          | الاتحاد الديمقراطي الوحدوي               | 9                                        | 113,773                                  | 2.56%                                    |
|                                          | الحزب الاجتماعي التحرري                  | 8                                        | 99,468                                   | 2.24%                                    |
|                                          | حزب الخضر للتقدم                         | 6                                        | 74,185                                   | 1.67%                                    |
|                                          | حركة التجديد/المبادرة                    | 2                                        | 22,206                                   | 0.50%                                    |
|                                          | التكتل الديمقراطي من أجل العمل والحريات  | 0                                        | 5,329                                    | 0.12%                                    |
|                                          | الحزب الديمقراطي التقدمي (انسحب)         | 0                                        | 1,412                                    | 0.03%                                    |
|                                          | المستقلين                                | 0                                        | 11,552                                   | 0.26%                                    |
| العدد الإجمالي للأصوات                   | العدد الإجمالي للأصوات                   | العدد الإجمالي للأصوات                   | 4438497                                  | 99.81%                                   |
| الأوراق البيضاء                          | الأوراق البيضاء                          | الأوراق البيضاء                          | 8891                                     | 0.19%                                    |
| عدد المصوتين                             | عدد المصوتين                             | عدد المصوتين                             | 4,447,388                                | 100.00%                                  |
| نسبة المشاركة                            | نسبة المشاركة                            | نسبة المشاركة                            | 89.45%                                   | 89.45%                                   |

## وصلات خارجية
- موقع الانتخابات الرسمي[وصلة مكسورة]